# فنیل‌مرکوریک بورات
فنیل‌مرکوریک بورات (به انگلیسی: Phenylmercuric borate) با فرمول شیمیایی C۶H۷BHgO۳ یک ترکیب شیمیایی با شناسه پاب‌کم ۷۶۲۷ است. که جرم مولی آن ۳۳۸٫۵۱۹ g/mol می‌باشد. 